# Tour of Wellington 2011
Die 24. Tour of Wellington (offiziell: Trust House Cycle Classic) fand vom 26. bis zum 30. Januar 2011 statt. Das Straßenradrennen wurde in fünf Etappen über eine Distanz von 580 Kilometern ausgetragen. Es gehörte zur UCI Oceania Tour 2011 und war dort in die Kategorie 2.2 eingestuft.
Gesamtsieger wurde der junge Neuseeländer George Bennett vom Cardno Team vor dem Australier Patrick Lane (Team Jayco-AIS) und seinem Landsmann James Williamson von PureBlack Racing, das in der Gesamtwertung der Mannschaften vorne lag.

## Teilnehmende Teams
Eingeladen wurden dreizehn einheimische, darunter eine neuseeländische Nationalauswahl, und fünf australische Radsportteams. Fünf der insgesamt 18 Mannschaften besaßen eine UCI-Continental-Team-Lizenz.
| Continental Teams Drapac Porsche Genesys Wealth Advisers Team Jayco-AIS | PureBlack Racing Subway Cycling Team                   |                                                   |                                                        |                               |
| Sonstige Suzuki Cycling Team Bikebug.com Cardno Team                    | Trust House Team Armstron Motor Group zeroMYcarbon.com | Orbea Team Tait Communications Team Handy Rentals | R&R Team Mico-Revolution Racing Wheelworks Racing Team | Neuseeländisches Nationalteam |

## Etappen
Die letzte Etappe – ein Kriterium – zählte nicht zur Gesamtwertung.
| Etappe | Tag        | Start–Ziel                       | km    | Typ                 | Etappensieger    | Gesamtführender  |
| ------ | ---------- | -------------------------------- | ----- | ------------------- | ---------------- | ---------------- |
| 1.     | 26. Januar | Wellington – Masterton           | 121,1 | Hügeletappe         | James Williamson | James Williamson |
| 2.     | 27. Januar | Masterton – Admiral Hill         | 125,5 | Mittelgebirgsetappe | Nathan Earle     | George Bennett   |
| 3.     | 28. Januar | Masterton – Pahiatua – Masterton | 162,5 | Flachetappe         | Nathan Earle     | George Bennett   |
| 4.     | 29. Januar | Rundkurs Upper Hutt              | 120,0 | Flachetappe         | Nathan Earle     | George Bennett   |
| 5.     | 30. Januar | Kriterium Wellington             | 45    | Flachetappe         | Westley Gough    | George Bennett   |